# 卡瓦拉
卡瓦拉（希臘語：Καβάλα）是希腊北部东马其顿和色雷斯大区卡瓦拉专区的市镇，位于爱琴海沿岸，是东马其顿的主要海港和卡瓦拉专区的首府，距塞薩洛尼基160公里。市镇面积为351.4平方公里，2021年人口数量为66,376人。
卡瓦拉最初由来自帕罗斯岛的移民于公元前6世纪建立，后因在附近发现金矿而变得繁荣。公元前168年，卡瓦拉成为罗马共和国的一部分。使徒保罗第一次到达欧洲时是在卡瓦拉（当时名为奈阿波利斯）登陆的。拜占庭帝国时期，城市更名为“基督城”。1371年至1912年期间，卡瓦拉一直是鄂圖曼帝國的一部分。
1912年，保加利亞擊敗鄂圖曼的軍隊，並短暫地佔領了卡瓦拉至1913年，轉由希臘佔領為止。

## 氣候
卡瓦拉的年平均降雨量為460毫米，冬天只有零星的降雪。

## 市镇
现今范围的市镇设立于2011年地方政府改革中，由原两个市镇（卡瓦拉和菲利皮）合并而成，原市镇则成为此市镇的两个市区。
| 市区   | 人口数量 (2011年) | 人口数量 (2021年) | 面积 (平方公里) |
| ------ | ----------------- | ----------------- | --------------- |
| 卡瓦拉 | 58,790            | 56,243            | 112.599         |
| 菲利皮 | 11,711            | 10,133            | 238.751         |

## 人口数据
| 年份 | 同名城镇人口 | 同名市区人口 | 同名市镇人口 |
| ---- | ------------ | ------------ | ------------ |
| 1961 | 44,517       | 44,978       | –            |
| 1971 | 46,234       | 46,887       | –            |
| 1981 | 56,375       | 56,705       | –            |
| 1991 | 56,571       | 58,025       | –            |
| 2001 | 58,663       | 63,293       | –            |
| 2011 | 54,027       | 58,790       | 70,501       |
| 2021 | 54,065       | 56,243       | 66,376       |

## 名人
- 穆罕默德·阿里：现代埃及奠基人
- 塞奥佐罗斯·扎戈拉基斯：希腊国家足球队队长

## 友好城市
- 法国圣艾蒂安（1975）
- 德国纽伦堡（1998）